# Rolla Seshagiri Rao
Rolla Seshagiri Rao, född 29 augusti 1921, död 23 februari 2015 i Noida i Uttar Pradesh, var en indisk botaniker.
Auktorsnamnet R.S.Rao kan användas för Rolla Seshagiri Rao i samband med ett vetenskapligt namn inom botaniken; se Wikipediaartiklar som länkar till auktorsnamnet.